# Nesiotites similis
Nesiotites similis är en utdöd däggdjursart som först beskrevs av Reinhold Friedrich Hensel 1855.  Nesiotites similis ingår i släktet Nesiotites och familjen näbbmöss. Inga underarter finns listade i Catalogue of Life.
Arten levde på Sardinien. Den dog troligen ut under medeltiden. Däremot var den år 1500 redan utdöd och den listas därför inte av IUCN.